# Ligne de tramway 254
La ligne 254 est une ancienne ligne de tramway de la Société nationale des chemins de fer vicinaux (SNCV).

## Histoire
Le service est supprimé 30 septembre 1955 entre Turnhout et Mol Donk et remplacé par une ligne d'autobus.